# Horst Dassler
Horst Dassler (Erlangen, 12 de març de 1936 - Erlangen, 9 d'abril de 1987) era fill d'Adolf Dassler, el fundador de l'empresa Adidas i nebot de Rudolf Dassler, el fundador de l'empresa Puma.
El 1960, Horst Dassler es va incorporar a l'empresa familiar Adidas. Des de la direcció de la filial d'Adidas a França va competir amb Le Coq Sportif, que liderava el mercat francès, fins a controlar-la i presidir-la amb l'ajut del multimilionari inversor francès, André Guelfi.
El 1972, Horst Dassler i l'uruguaià Roberto Muller van crear a Nova York la marca de calçat esportiu Pony (Product of New York) que durant els anys vuitanta del segle passat va ser una de les marques més prestigioses del continent americà.
El 1973, influenciat per la gesta de Mark Spitz a les Olimpíades de Múnic i, després d'haver desenvolupat un material tèxtil ultra lleuger, va fundar l'empresa Arena de banyadors. Per promocionar aquesta línia de productes de bany, Dassler va aconseguir acords de patrocini amb els principals nedadors, com Shane Gould, Klaus Dibiasi o el mateix Mark Spitz, que participarien en els Jocs Olímpics de Montreal 1976.
Dassler va liderar la iniciativa pionera d'Adidas de signar contractes exclusius de calçat i roba de vestir amb les federacions esportives i els comitès olímpics nacionals.
A mitjans dels anys setanta, Dassler va associar-se amb l'executiu britànic de publicitat Patrick J. Nally que, juntament amb Mack McCormack, fundador de l'empresa estatunidenca International Management Group (IMG), van ser considerats els pioners del màrqueting esportiu. Dassler i Nally van proposar i convèncer a l'acabat d'elegir president de la FIFA, Joao Havelange, la maximització dels ingressos amb l'obtenció de patrocinis corporatius per a la Copa del Món i altres activitats de la FIFA. Dassler i Nally van aconseguir que la multinacional Coca-Cola fos el primer gran patrocinador de la FIFA. Després vindrien els patrocinis d'altres marques líders mundials com McDonald's o Levi Straus.
El 1978, amb la mort del seu pare, va assumir la direcció d'Adidas i l'any 1984, amb la mort de la seva mare, Käthe Dassler, va accedir a la presidència de la companyia. En assumir el control, Dassler va haver de fer front de manera immediata a la forta competència de marques com Nike o Reebok. Dassler va respondre al repte substituint membres de la família, creant una gestió empresarial professionalitzada i diversificant els canals de distribució.
L'any 1983, Dassler va separar-se de Nally i va crear la seva pròpia empresa, International Sport and Leisure (ISL), que va continuar comercialitzant els drets de patrocini de la FIFA i també els drets televisius, un paquet publicitari que Dassler va adquirir en exclusiva.
El maig de 1985, ISL va ser seleccionada per a gestionar el programa de patrocini corporatiu del Comitè Olímpic Internacional (COI). El contracte es va adjudicar sense licitació competitiva i sense proporcionar l'oportunitat a la companyia de màrqueting rival del seu exsoci Nally, West Nally Ltd, de fer una proposta alternativa. Molts sospitaven que les relacions personals entre Adidas i el COI estaven darrere de l'acord privat. Dassler va negar que tingués cap conflicte d'interessos i Juan Antonio Samaranch, que era el president del COI, també va negar qualsevol irregularitat.
El 9 d'abril de 1987, Horst Dassler va morir de càncer a l'edat de cinquanta-un anys. A la seva prematura mort, Dassler havia aconseguit que Adidas fos el principal fabricant mundial d'articles esportius amb filials a més de quaranta països.
El maig de 2001, anys després de la seva mort, ISL es va declarar en fallida, amb un deute net superior als tres-cents milions de dòlars.